# Quintus ze Smyrny
Quintus ze Smyrny či též Quintus Smyrnaeus, nebo Kointos Smyrnaios byl starořecký básník 3. nebo 4. století. Napsal mytologický epos Ta meth’ Homéron (Co se stalo po Homérovi), který navazuje na Homérovu Iliadu a ve čtrnácti dílech psaných hexametrem popisuje osudy jejích hrdinů od momentu, v němž Homérovo dílo končí (tedy od Hektorovy smrti) až do skončení Trojské války.
Dílo, jež se dochovalo celé, je známo též jako Posthomerica. Někteří badatelé umisťují vznik díla a život jeho autora hlouběji v čase, do 2. století, neboť v něm nacházejí vliv "druhé sofistiky" té doby. Z toho, co autor o sobě uvádí sám ve svém díle, se usuzuje, že se narodil ve Smyrně dnes İzmir v Turecku. Jediný známý rukopis Quintovy epické básně objevil v roce 1450 humanista Aldus Manutius, a to u kardinála Basilia Bessariona v Kalábrii - proto autora nazval Quintus Calaber, když jeho dílo vydal v Benátkách roku 1504 pod názvem Quinti Calabri derelictorum ab Homero libri XIV. Jméno Quintus Smyrnaeus zavedl nakladatel Lorenz Rhodomann, když v roce 1577 vydal první latinský překlad (z pera Michaela Neandera). 